# Celaetycheus modestus
Celaetycheus modestus is een spinnensoort in de taxonomische indeling van de kamspinnen (Ctenidae).
Het dier behoort tot het geslacht Celaetycheus. De wetenschappelijke naam van de soort werd voor het eerst geldig gepubliceerd in 1942 door Elizabeth Bangs Bryant.